# 瓜拉特
瓜拉特，是西班牙卡斯蒂利亚-莱昂萨莫拉省的一个市镇。 总面积32平方公里，总人口370人（2001年），人口密度12人/平方公里。